# Scherma ai Giochi della IX Olimpiade - Fioretto a squadre maschile
La competizione del fioretto a squadre maschile  di scherma ai Giochi della IX Olimpiade si tenne i giorni 29 e 30 luglio 1928 presso lo Schermzaal di Amsterdam. 

## Risultati

### 1 Turno
Le prime due squadre classificate di ogni gruppo furono ammesse al secondo turno.

#### Gruppo 1
Classifica
| Pos. | Nazione   | Vittorie | VI | SI | Incontri           | Incontri             | Incontri            | Incontri           |
| Pos. | Nazione   | Vittorie | VI | SI | Francia (bandiera) | Danimarca (bandiera) | Germania (bandiera) | Romania (bandiera) |
| ---- | --------- | -------- | -- | -- | ------------------ | -------------------- | ------------------- | ------------------ |
| 1    | Francia   | 3        | 37 | 11 | X                  | 12-4                 | 10-6                | 15-1               |
| 2    | Danimarca | 2        | 24 | 24 | 4-12               | X                    | 9-7                 | 11-5               |
| 3    | Germania  | 1        | 21 | 27 | 6-10               | 7-9                  | X                   | 8-8                |
| 4    | Romania   | 0        | 14 | 34 | 1-15               | 5-11                 | 8-8                 | X                  |

Incontri
| Atleti (Vittorie individuali)                                                    | Nazioni              | VT     | VT     | Nazioni              | Atleti (Vittorie individuali)                                                 |
| -------------------------------------------------------------------------------- | -------------------- | ------ | ------ | -------------------- | ----------------------------------------------------------------------------- |
| Philippe Cattiau (3), André Labatut (2) André Gaboriaud (4), Raymond Flacher (3) | Francia (bandiera)   | 12     | 4      | Danimarca (bandiera) | Ivan Osiier (3), Jens Berthelsen (1) Kim Bærentzen (0), Johan Praem (0)       |
| Nicolae Caranfil (1), Dan Gheorghiu (2) Gheorghe Caranfil (3), Mihai Savu (2)    | Romania (bandiera)   | 8 (55) | 8 (60) | Germania (bandiera)  | Erwin Casmir (4), Fritz Gazzera (2) Julius Thomson (1), Wilhelm Löffler (1)   |
| Lucien Gaudin (4), Roger Ducret (4) André Gaboriaud (3), Raymond Flacher (4)     | Francia (bandiera)   | 15     | 1      | Romania (bandiera)   | Nicolae Caranfil (1), Dan Gheorghiu (0) Gheorghe Caranfil (0), Mihai Savu (0) |
| Ivan Osiier (4), Jens Berthelsen (3) Kim Bærentzen (2), Johan Praem (0)          | Danimarca (bandiera) | 9      | 7      | Germania (bandiera)  | Erwin Casmir (2), Fritz Gazzera (3) August Heim (1), Heinrich Moos (1)        |
| Philippe Cattiau (3), Roger Ducret (2) André Labatut (3), Raymond Flacher (2)    | Francia (bandiera)   | 10     | 6      | Germania (bandiera)  | Erwin Casmir (4), Fritz Gazzera (1) August Heim (1), Heinrich Moos (0)        |
| Ivan Osiier (4), Jens Berthelsen (3) Kim Bærentzen (3), Johan Praem (1)          | Danimarca (bandiera) | 11     | 5      | Romania (bandiera)   | Ion Rudeanu (0), Dan Gheorghiu (1) Gheorghe Caranfil (3), Mihai Savu (1)      |

#### Gruppo 2
Classifica
| Pos. | Nazione   | Vittorie | VI | SI | Incontri             | Incontri          | Incontri          | Incontri            |
| Pos. | Nazione   | Vittorie | VI | SI | Argentina (bandiera) | Belgio (bandiera) | Spagna (bandiera) | Norvegia (bandiera) |
| ---- | --------- | -------- | -- | -- | -------------------- | ----------------- | ----------------- | ------------------- |
| 1    | Argentina | 3        | 35 | 13 | X                    | 10-6              | 12-4              | 13-3                |
| 2    | Belgio    | 2        | 29 | 19 | 6-10                 | X                 | 10-6              | 13-3                |
| 3    | Spagna    | 1        | 19 | 29 | 4-12                 | 6-10              | X                 | 9-7                 |
| 4    | Norvegia  | 0        | 13 | 35 | 3-13                 | 3-13              | 7-9               | X                   |

Incontri
| Atleti (Vittorie individuali)                                                         | Nazioni             | VT | VT | Nazioni              | Atleti (Vittorie individuali)                                                         |
| ------------------------------------------------------------------------------------- | ------------------- | -- | -- | -------------------- | ------------------------------------------------------------------------------------- |
| Charles Crahay (1), Raymond Bru (3) Pierre Pêcher (3), Albert De Roocker (3)          | Belgio (bandiera)   | 10 | 6  | Spagna (bandiera)    | Diego Díez (4), Domingo García (1) Fernando García (1), Juan Delgado (0)              |
| Jacob Bergsland (0), Johan Falkenberg (1) Sigurd Akre-Aas (1), Frithjof Lorentzen (1) | Norvegia (bandiera) | 3  | 13 | Argentina (bandiera) | Roberto Larraz (2), Raúl Anganuzzi (3) Luis Lucchetti (4), Héctor Lucchetti (4)       |
| Jean Verbrugghe (2), Raymond Bru (4) Pierre Pêcher (3), Albert De Roocker (4)         | Belgio (bandiera)   | 13 | 3  | Norvegia (bandiera)  | Jacob Bergsland (1), Johan Falkenberg (1) Sigurd Akre-Aas (1), Frithjof Lorentzen (0) |
| Diego Díez (1), Domingo García (2) Fernando García (1), Juan Delgado (0)              | Spagna (bandiera)   | 4  | 12 | Argentina (bandiera) | Roberto Larraz (4), Raúl Anganuzzi (3) Luis Lucchetti (3), Héctor Lucchetti (2)       |
| Max Janlet (1), Raymond Bru (2) Pierre Pêcher (0), Albert De Roocker (3)              | Belgio (bandiera)   | 6  | 10 | Argentina (bandiera) | Roberto Larraz (3), Raúl Anganuzzi (3) Luis Lucchetti (3), Carmelo Camet (1)          |
| Diego Díez (4), Domingo García (0) Juan Delgado (3), Félix de Pomés (2)               | Spagna (bandiera)   | 9  | 7  | Norvegia (bandiera)  | Jacob Bergsland (2), Johan Falkenberg (2) Sigurd Akre-Aas (1), Frithjof Lorentzen (2) |

#### Gruppo 3
Classifica
| 1 | Ungheria    | 1 | 8 | 8 | X   | 8-8 |
| 2 | Paesi Bassi | 0 | 8 | 8 | 8-8 | X   |

Incontri
| Atleti (Vittorie individuali)                                                | Nazioni             | VT     | VT     | Nazioni                | Atleti (Vittorie individuali)                                               |
| ---------------------------------------------------------------------------- | ------------------- | ------ | ------ | ---------------------- | --------------------------------------------------------------------------- |
| György Rozgonyi (4), György Piller (1) Gusztáv Kálniczky (1), Péter Tóth (2) | Ungheria (bandiera) | 8 (63) | 8 (51) | Paesi Bassi (bandiera) | Frans Mosman (1), Otto Schiff (1) Doris de Jong (3), Nicolaas Nederpeld (3) |

#### Gruppo 4
Classifica
| Pos. | Nazione       | Vittorie | VI | SI | Incontri          | Incontri           | Incontri                 | Incontri |
| Pos. | Nazione       | Vittorie | VI | SI | Italia (bandiera) | Austria (bandiera) | Gran Bretagna (bandiera) |          |
| ---- | ------------- | -------- | -- | -- | ----------------- | ------------------ | ------------------------ | -------- |
| 1    | Italia        | 2        | 31 | 1  | X                 | 15-1               | 16-0                     |          |
| 2    | Austria       | 1        | 14 | 18 | 1-15              | X                  | 13-3                     |          |
| 3    | Gran Bretagna | 0        | 3  | 29 | 0-16              | 3-13               | X                        |          |

Incontri
| Atleti (Vittorie individuali)                                                       | Nazioni                  | VT | VT | Nazioni                  | Atleti (Vittorie individuali)                                                 |
| ----------------------------------------------------------------------------------- | ------------------------ | -- | -- | ------------------------ | ----------------------------------------------------------------------------- |
| Gioacchino Guaragna (4), Giulio Gaudini (4) Ugo Pignotti (4), Giorgio Pessina (4)   | Italia (bandiera)        | 16 | 0  | Gran Bretagna (bandiera) | Frederick Sherriff (0), Denis Pearce (0) Cyril Simey (0), Jack James (0)      |
| Thomas Wand-Tetley (0), Denis Pearce (1) Robert Montgomerie (1), Cyril Simey (1)    | Gran Bretagna (bandiera) | 3  | 13 | Austria (bandiera)       | Richard Brünner (2), Ernst Baylon (4) Kurt Ettinger (3), Hans Lion (4)        |
| Giorgio Chiavacci (4), Giulio Gaudini (4) Ugo Pignotti (3), Gioacchino Guaragna (4) | Italia (bandiera)        | 15 | 1  | Austria (bandiera)       | Richard Brünner (0), Rudolf Berger (0) Hans Lion (1), Hans Schönbaumsfeld (0) |

#### Gruppo 5
Classifica
| Pos. | Nazione     | Vittorie | VI | SI | Incontri               | Incontri            | Incontri          | Incontri |
| Pos. | Nazione     | Vittorie | VI | SI | Stati Uniti (bandiera) | Svizzera (bandiera) | Egitto (bandiera) |          |
| ---- | ----------- | -------- | -- | -- | ---------------------- | ------------------- | ----------------- | -------- |
| 1    | Stati Uniti | 2        | 25 | 7  | X                      | 14-2                | 11-5              |          |
| 2    | Svizzera    | 1        | 11 | 21 | 2-14                   | X                   | 9-7               |          |
| 3    | Egitto      | 0        | 12 | 20 | 5-11                   | 7-9                 | X                 |          |

Incontri
| Atleti (Vittorie individuali)                                              | Nazioni                | VT | VT | Nazioni             | Atleti (Vittorie individuali)                                                  |
| -------------------------------------------------------------------------- | ---------------------- | -- | -- | ------------------- | ------------------------------------------------------------------------------ |
| George Calnan (4), René Peroy (1) Joe Levis (3), Harold Rayner (3)         | Stati Uniti (bandiera) | 11 | 5  | Egitto (bandiera)   | Joseph Misrahi (1), Abu Bakr Ratib (1) Mahmoud Abdin (0), Saul Moyal (3)       |
| Joseph Misrahi (2), Salvator Cicurel (1) Mahmoud Abdin (1), Saul Moyal (3) | Egitto (bandiera)      | 7  | 9  | Svizzera (bandiera) | Édouard Fitting (2), Frédéric Fitting (2) Eugène Empeyta (4), John Albaret (1) |
| George Calnan (4), René Peroy (3) Joe Levis (3), Henry Breckinridge (4)    | Stati Uniti (bandiera) | 14 | 2  | Svizzera (bandiera) | Édouard Fitting (2), John Albaret (0) Michel Fauconnet (0), Jean de Bardel (0) |

### 2 Turno
Le prime due squadre classificate di ogni gruppo furono ammesse alle semifinali

#### Gruppo 1
Classifica
| Pos. | Nazione  | Vittorie | VI | SI | Incontri           | Incontri          | Incontri           | Incontri            |
| Pos. | Nazione  | Vittorie | VI | SI | Francia (bandiera) | Belgio (bandiera) | Austria (bandiera) | Svizzera (bandiera) |
| ---- | -------- | -------- | -- | -- | ------------------ | ----------------- | ------------------ | ------------------- |
| 1    | Francia  | 3        | 35 | 13 | X                  | 9-7               | 12-4               | 14-2                |
| 2    | Belgio   | 2        | 29 | 19 | 7-9                | X                 | 10-6               | 12-4                |
| 3    | Austria  | 1        | 19 | 29 | 4-12               | 6-10              | X                  | 9-7                 |
| 4    | Svizzera | 0        | 13 | 35 | 2-14               | 4-12              | 7-9                | X                   |

Incontri
| Atleti (Vittorie individuali)                                                    | Nazione            | VT | VT | Nazione             | Atleti (Vittorie individuali)                                                      |
| -------------------------------------------------------------------------------- | ------------------ | -- | -- | ------------------- | ---------------------------------------------------------------------------------- |
| Lucien Gaudin (4), Roger Ducret (3) André Labatut (2), Raymond Flacher (0)       | Francia (bandiera) | 9  | 7  | Belgio (bandiera)   | Max Janlet (2), Jean Verbrugghe (1) Albert De Roocker (2), Charles Crahay (2)      |
| Richard Brünner (2), Ernst Baylon (3) Kurt Ettinger (2), Hans Lion (2)           | Austria (bandiera) | 9  | 7  | Svizzera (bandiera) | Édouard Fitting (2), Frédéric Fitting (2) Eugène Empeyta (3), Michel Fauconnet (0) |
| Roger Ducret (3), André Labatut (4) André Gaboriaud (2), Philippe Cattiau (3)    | Francia (bandiera) | 12 | 4  | Austria (bandiera)  | Richard Brünner (0), Hans Lion (1) Rudolf Berger (3), Hans Schönbaumsfeld (0)      |
| Charles Crahay (1), Raymond Bru (4) Albert De Roocker (4), Pierre Pêcher (3)     | Belgio (bandiera)  | 12 | 4  | Svizzera (bandiera) | Édouard Fitting (1), Frédéric Fitting (1) Eugène Empeyta (1), John Albaret (1)     |
| André Labatut (3), André Gaboriaud (3) Raymond Flacher (4), Philippe Cattiau (4) | Francia (bandiera) | 14 | 2  | Svizzera (bandiera) | Édouard Fitting (0), John Albaret (0) Eugène Empeyta (1), Michel Fauconnet (1)     |
| Max Janlet (2), Pierre Pêcher (3) Raymond Bru (2), Albert De Roocker (3)         | Belgio (bandiera)  | 10 | 6  | Austria (bandiera)  | Ernst Baylon (2), Rudolf Berger (1) Hans Lion (1), Kurt Ettinger (2)               |

#### Gruppo 2
Classifica
| Pos. | Nazione     | Vittorie | VI | SI | Incontri             | Incontri               | Incontri               | Incontri |
| Pos. | Nazione     | Vittorie | VI | SI | Argentina (bandiera) | Stati Uniti (bandiera) | Paesi Bassi (bandiera) |          |
| ---- | ----------- | -------- | -- | -- | -------------------- | ---------------------- | ---------------------- | -------- |
| 1    | Argentina   | 2        | 18 | 10 | X                    | 8-8                    | 10-2                   |          |
| 2    | Stati Uniti | 1        | 20 | 12 | 8-8                  | X                      | 12-4                   |          |
| 3    | Paesi Bassi | 0        | 6  | 22 | 2-10                 | 4-12                   | X                      |          |

Incontri
| Atleti (Vittorie individuali)                                                   | Nazione                | VT     | VT     | Nazione                | Atleti (Vittorie individuali)                                                |
| ------------------------------------------------------------------------------- | ---------------------- | ------ | ------ | ---------------------- | ---------------------------------------------------------------------------- |
| Roberto Larraz (1), Raúl Anganuzzi (3) Luis Lucchetti (2), Héctor Lucchetti (2) | Argentina (bandiera)   | 8 (62) | 8 (55) | Stati Uniti (bandiera) | George Calnan (2), René Peroy (1) Joe Levis (4), Henry Breckinridge (1)      |
| George Calnan (4), René Peroy (2) Joe Levis (4), Harold Rayner (2)              | Stati Uniti (bandiera) | 12     | 4      | Paesi Bassi (bandiera) | Doris de Jong (1), Wouter Brouwer (2) Paul Kunze (1), Nicolaas Nederpeld (0) |
| Luis Lucchetti (2), Raúl Anganuzzi (2) Héctor Lucchetti (3), Roberto Larraz (3) | Argentina (bandiera)   | 10     | 2      | Paesi Bassi (bandiera) | Doris de Jong (1), Wouter Brouwer (0) Paul Kunze (1), Frans Mosman (0)       |

#### Gruppo 3
Classifica
| Pos. | Nazione   | Vittorie | VI | SI | Incontri          | Incontri            | Incontri             | Incontri |
| Pos. | Nazione   | Vittorie | VI | SI | Italia (bandiera) | Ungheria (bandiera) | Danimarca (bandiera) |          |
| ---- | --------- | -------- | -- | -- | ----------------- | ------------------- | -------------------- | -------- |
| 1    | Italia    | 2        | 28 | 4  | X                 | 16-0                | 12-4                 |          |
| 2    | Ungheria  | 1        | 10 | 22 | 0-16              | X                   | 10-6                 |          |
| 3    | Danimarca | 0        | 10 | 22 | 4-12              | 6-10                | X                    |          |

Incontri
| Atleti (Vittorie individuali)                                                      | Nazione              | VT | VT | Nazione              | Atleti (Vittorie individuali)                                                       |
| ---------------------------------------------------------------------------------- | -------------------- | -- | -- | -------------------- | ----------------------------------------------------------------------------------- |
| Ödön von Tersztyánszky (3), György Rozgonyi (4) György Piller (1), József Rády (2) | Ungheria (bandiera)  | 10 | 6  | Danimarca (bandiera) | Ivan Osiier (2), Jens Berthelsen (2) Kim Bærentzen (0), Johan Praem (2)             |
| Ivan Osiier (3), Jens Berthelsen (0) Johan Praem (1), Kim Bærentzen (0)            | Danimarca (bandiera) | 4  | 12 | Italia (bandiera)    | Giorgio Chiavacci (3), Oreste Puliti (4) Giulio Gaudini (3), Giorgio Pessina (2)    |
| József Rády (0), György Piller (0) Péter Tóth (0), Gusztáv Kálniczky (0)           | Ungheria (bandiera)  | 0  | 16 | Italia (bandiera)    | Gioacchino Guaragna (4), Ugo Pignotti (4) Giulio Gaudini (4), Giorgio Chiavacci (4) |

### Semifinali
Le prime due squadre classificate di ogni gruppo furono ammesse alla finale.

#### Gruppo 1
Classifica
| Pos. | Nazione     | Vittorie | VI | SI | Incontri          | Incontri           | Incontri               | Incontri |
| Pos. | Nazione     | Vittorie | VI | SI | Italia (bandiera) | Francia (bandiera) | Stati Uniti (bandiera) |          |
| ---- | ----------- | -------- | -- | -- | ----------------- | ------------------ | ---------------------- | -------- |
| 1    | Italia      | 1        | 14 | 2  | X                 | ND                 | 14-2                   |          |
| 1    | Francia     | 1        | 11 | 5  | ND                | X                  | 11-5                   |          |
| 3    | Stati Uniti | 0        | 7  | 25 | 2-14              | 5-11               | X                      |          |

Incontri
| Atleti (Vittorie individuali)                                               | Nazione                | VT | VT | Nazione                | Atleti (Vittorie individuali)                                                        |
| --------------------------------------------------------------------------- | ---------------------- | -- | -- | ---------------------- | ------------------------------------------------------------------------------------ |
| Lucien Gaudin (4), Roger Ducret (1) André Labatut (3), Philippe Cattiau (3) | Francia (bandiera)     | 11 | 5  | Stati Uniti (bandiera) | George Calnan (1), René Peroy (1) Joe Levis (2), Dernell Every (1)                   |
| George Calnan (0), René Peroy (0) Joe Levis (1), Henry Breckinridge (1)     | Stati Uniti (bandiera) | 2  | 14 | Italia (bandiera)      | Gioacchino Guaragna (2), Giulio Gaudini (4) Oreste Puliti (4), Giorgio Chiavacci (4) |

#### Gruppo 2
Classifica
| Pos. | Nazione   | Vittorie | VI | SI | Incontri             | Incontri          | Incontri            | Incontri |
| Pos. | Nazione   | Vittorie | VI | SI | Argentina (bandiera) | Belgio (bandiera) | Ungheria (bandiera) |          |
| ---- | --------- | -------- | -- | -- | -------------------- | ----------------- | ------------------- | -------- |
| 1    | Argentina | 1        | 11 | 5  | X                    | ND                | 11-5                |          |
| 1    | Belgio    | 1        | 9  | 3  | ND                   | X                 | 9-3                 |          |
| 3    | Ungheria  | 0        | 8  | 20 | 5-11                 | 3-9               | X                   |          |

Incontri
| Atleti (Vittorie individuali)                                                     | Nazione              | VT | VT | Nazione             | Atleti (Vittorie individuali)                                                      |
| --------------------------------------------------------------------------------- | -------------------- | -- | -- | ------------------- | ---------------------------------------------------------------------------------- |
| Luis Lucchetti (2), Raúl Anganuzzi (4) Héctor Lucchetti (2), Roberto Larraz (3)   | Argentina (bandiera) | 11 | 5  | Ungheria (bandiera) | Ödön von Tersztyánszky (3), György Rozgonyi (2) György Piller (0), József Rády (0) |
| Péter Tóth (1), Ödön von Tersztyánszky (1) József Rády (0), Gusztáv Kálniczky (1) | Ungheria (bandiera)  | 3  | 9  | Belgio (bandiera)   | Max Janlet (2), Raymond Bru (3) Albert De Roocker (3), Pierre Pêcher (1)           |

### Finale
Classifica
| Pos.    | Nazione   | Vittorie | Sconfitte | VI | SI | Incontri          | Incontri           | Incontri             | Incontri          |
| Pos.    | Nazione   | Vittorie | Sconfitte | VI | SI | Italia (bandiera) | Francia (bandiera) | Argentina (bandiera) | Belgio (bandiera) |
| ------- | --------- | -------- | --------- | -- | -- | ----------------- | ------------------ | -------------------- | ----------------- |
| Oro     | Italia    | 3        | 0         | 34 | 14 | X                 | 10-6               | 11-5                 | 13-3              |
| Argento | Francia   | 1        | 1         | 23 | 25 | 6-10              | X                  | 9-7                  | 8-8               |
| Bronzo  | Argentina | 1        | 2         | 23 | 25 | 5-11              | 7-9                | X                    | 11-5              |
| 4       | Belgio    | 0        | 2         | 16 | 32 | 3-13              | 8-8                | 5-11                 | X                 |

Incontri
| Atleti (Vittorie individuali)                                                    | Nazione            | VT     | VT     | Nazione              | Atleti (Vittorie individuali)                                                          |
| -------------------------------------------------------------------------------- | ------------------ | ------ | ------ | -------------------- | -------------------------------------------------------------------------------------- |
| Lucien Gaudin (4), André Labatut (2) André Gaboriaud (0), Philippe Cattiau (3)   | Francia (bandiera) | 9      | 7      | Argentina (bandiera) | Roberto Larraz (2), Luis Lucchetti (2) Raúl Anganuzzi (1), Héctor Lucchetti (2)        |
| Jean Verbrugghe (0), Charles Crahay (1) Pierre Pêcher (0), Albert De Roocker (2) | Belgio (bandiera)  | 3      | 13     | Italia (bandiera)    | Gioacchino Guaragna (3), Giorgio Pessina (2) Giulio Gaudini (4), Giorgio Chiavacci (4) |
| Max Janlet (0), Pierre Pêcher (1) Raymond Bru (2), Albert De Roocker (2)         | Belgio (bandiera)  | 5      | 11     | Argentina (bandiera) | Luis Lucchetti (3), Raúl Anganuzzi (2) Héctor Lucchetti (2), Roberto Larraz (4)        |
| Lucien Gaudin (3), André Labatut (1) Roger Ducret (1), Philippe Cattiau (1)      | Francia (bandiera) | 6      | 10     | Italia (bandiera)    | Gioacchino Guaragna (1), Giulio Gaudini (4) Oreste Puliti (2), Giorgio Chiavacci (3)   |
| Ugo Pignotti (3), Oreste Puliti (3) Lucien Gaudin (3), Giorgio Pessina (2)       | Italia (bandiera)  | 11     | 5      | Argentina (bandiera) | Luis Lucchetti (2), Raúl Anganuzzi (2) Héctor Lucchetti (0), Roberto Larraz (1)        |
| Roger Ducret (1), Raymond Flacher (1) André Gaboriaud (2), Philippe Cattiau (4)  | Francia (bandiera) | 8 (62) | 8 (62) | Belgio (bandiera)    | Charles Crahay (3), Pierre Pêcher (2) Albert De Roocker (1), Raymond Bru (2)           |